# Rómulo Otero
Rómulo Otero Vásquez (Caracas, 9 novembre 1992) è un calciatore venezuelano, centrocampista del Nacional e della nazionale venezuelana.

## Biografia
È figlio di Rómulo Otero Córdoba, defunto calciatore colombiano, che militò nel calcio venezuelano tra la fine degli anni '80 e l'inizio degli anni '90.

## Carriera

### Club
Proveniente dalle giovanili del club, dal 2010 al 2015 gioca con il Caracas Fútbol Club con 96 presenze e 18 gol in campionato, vincendo anche una Coppa del Venezuela nel 2013.
Nella stagione 2015-16 gioca per il Club Deportivo Huachipato in Cile giocando 21 partite e mettendo a referto 8 gol.
Nel 2016 passa all'Atlético Mineiro nel Campionato brasiliano di calcio.

### Nazionale
Ha esordito in nazionale nel 2013.
Viene convocato per la Copa América Centenario negli Stati Uniti.

## Statistiche

### Cronologia presenze e reti in nazionale
| Cronologia completa delle presenze e delle reti in nazionale ― Venezuela | Cronologia completa delle presenze e delle reti in nazionale ― Venezuela | Cronologia completa delle presenze e delle reti in nazionale ― Venezuela | Cronologia completa delle presenze e delle reti in nazionale ― Venezuela | Cronologia completa delle presenze e delle reti in nazionale ― Venezuela | Cronologia completa delle presenze e delle reti in nazionale ― Venezuela | Cronologia completa delle presenze e delle reti in nazionale ― Venezuela | Cronologia completa delle presenze e delle reti in nazionale ― Venezuela |
| Data                                                                     | Città                                                                    | In casa                                                                  | Risultato                                                                | Ospiti                                                                   | Competizione                                                             | Reti                                                                     | Note                                                                     |
| ------------------------------------------------------------------------ | ------------------------------------------------------------------------ | ------------------------------------------------------------------------ | ------------------------------------------------------------------------ | ------------------------------------------------------------------------ | ------------------------------------------------------------------------ | ------------------------------------------------------------------------ | ------------------------------------------------------------------------ |
| 22-3-2013                                                                | Buenos Aires                                                             | Argentina                                                                | 3 – 0                                                                    | Venezuela                                                                | Qual. Mondiali 2014                                                      | -                                                                        | 57’                                                                      |
| 22-5-2013                                                                | Mérida                                                                   | Venezuela                                                                | 2 – 1                                                                    | El Salvador                                                              | Amichevole                                                               | -                                                                        | 89’                                                                      |
| 6-9-2013                                                                 | Santiago del Cile                                                        | Cile                                                                     | 3 – 0                                                                    | Venezuela                                                                | Qual. Mondiali 2014                                                      | -                                                                        | 79’                                                                      |
| 10-9-2013                                                                | Puerto La Cruz                                                           | Venezuela                                                                | 3 – 2                                                                    | Perù                                                                     | Qual. Mondiali 2014                                                      | 1                                                                        | 68’ 78’                                                                  |
| 11-10-2013                                                               | San Cristóbal                                                            | Venezuela                                                                | 1 – 1                                                                    | Paraguay                                                                 | Qual. Mondiali 2014                                                      | -                                                                        | 64’                                                                      |
| 5-3-2014                                                                 | San Pedro Sula                                                           | Honduras                                                                 | 2 – 1                                                                    | Venezuela                                                                | Amichevole                                                               | 1                                                                        | 72’                                                                      |
| 14-11-2014                                                               | Talcahuano                                                               | Cile                                                                     | 5 – 0                                                                    | Venezuela                                                                | Amichevole                                                               | -                                                                        | 62’                                                                      |
| 18-11-2014                                                               | La Paz                                                                   | Bolivia                                                                  | 3 – 2                                                                    | Venezuela                                                                | Amichevole                                                               | -                                                                        | 61’                                                                      |
| 4-2-2015                                                                 | San Pedro Sula                                                           | Honduras                                                                 | 2 – 3                                                                    | Venezuela                                                                | Amichevole                                                               | -                                                                        | 90+3’                                                                    |
| 11-2-2015                                                                | Barinas                                                                  | Venezuela                                                                | 2 – 1                                                                    | Honduras                                                                 | Amichevole                                                               | 1                                                                        |                                                                          |
| 17-11-2015                                                               | Puerto Ordaz                                                             | Venezuela                                                                | 1 – 3                                                                    | Ecuador                                                                  | Qual. Mondiali 2018                                                      | -                                                                        |                                                                          |
| 24-3-2016                                                                | Lima                                                                     | Perù                                                                     | 2 – 2                                                                    | Venezuela                                                                | Qual. Mondiali 2018                                                      | 1                                                                        | 81’                                                                      |
| 29-3-2016                                                                | Barinas                                                                  | Venezuela                                                                | 1 – 4                                                                    | Cile                                                                     | Qual. Mondiali 2018                                                      | 1                                                                        | 86’                                                                      |
| 25-5-2016                                                                | Panama                                                                   | Panama                                                                   | 0 – 0                                                                    | Venezuela                                                                | Amichevole                                                               | -                                                                        | 60’                                                                      |
| 28-5-2016                                                                | San José                                                                 | Costa Rica                                                               | 2 – 1                                                                    | Venezuela                                                                | Amichevole                                                               | -                                                                        | 53’                                                                      |
| 2-6-2016                                                                 | Fort Lauderdale                                                          | Guatemala                                                                | 1 – 1                                                                    | Venezuela                                                                | Amichevole                                                               | -                                                                        | 63’                                                                      |
| 5-6-2016                                                                 | Chicago                                                                  | Giamaica                                                                 | 0 – 1                                                                    | Venezuela                                                                | Coppa America Centenario - 1º turno                                      | -                                                                        | 86’                                                                      |
| 10-6-2016                                                                | Filadelfia                                                               | Uruguay                                                                  | 0 – 1                                                                    | Venezuela                                                                | Coppa America Centenario - 1º turno                                      | -                                                                        | 79’                                                                      |
| 14-6-2016                                                                | Houston                                                                  | Messico                                                                  | 1 – 1                                                                    | Venezuela                                                                | Coppa America Centenario - 1º turno                                      | -                                                                        | 83’                                                                      |
| 7-10-2016                                                                | Montevideo                                                               | Uruguay                                                                  | 3 – 0                                                                    | Venezuela                                                                | Qual. Mondiali 2018                                                      | -                                                                        | 81’                                                                      |
| 12-10-2016                                                               | Mérida                                                                   | Venezuela                                                                | 0 – 2                                                                    | Brasile                                                                  | Qual. Mondiali 2018                                                      | -                                                                        | 73’                                                                      |
| 11-11-2016                                                               | Maturín                                                                  | Venezuela                                                                | 5 – 0                                                                    | Bolivia                                                                  | Qual. Mondiali 2018                                                      | 1                                                                        | 77’                                                                      |
| 23-3-2017                                                                | Maturín                                                                  | Venezuela                                                                | 2 – 2                                                                    | Perù                                                                     | Qual. Mondiali 2018                                                      | 1                                                                        | 73’                                                                      |
| 28-3-2017                                                                | Santiago del Cile                                                        | Cile                                                                     | 3 – 1                                                                    | Venezuela                                                                | Qual. Mondiali 2018                                                      | -                                                                        |                                                                          |
| 8-6-2017                                                                 | Boca Raton                                                               | Ecuador                                                                  | 1 – 1                                                                    | Venezuela                                                                | Amichevole                                                               | -                                                                        | 77’                                                                      |
| 31-8-2017                                                                | San Cristóbal                                                            | Venezuela                                                                | 0 – 0                                                                    | Colombia                                                                 | Qual. Mondiali 2018                                                      | -                                                                        | 55’                                                                      |
| 5-10-2017                                                                | San Cristóbal                                                            | Venezuela                                                                | 0 – 0                                                                    | Uruguay                                                                  | Qual. Mondiali 2018                                                      | -                                                                        | 69’                                                                      |
| 10-10-2017                                                               | Asunción                                                                 | Paraguay                                                                 | 0 – 1                                                                    | Venezuela                                                                | Qual. Mondiali 2018                                                      | -                                                                        | 77’ 86’                                                                  |
| 8-9-2018                                                                 | Miami                                                                    | Colombia                                                                 | 2 – 1                                                                    | Venezuela                                                                | Amichevole                                                               | -                                                                        | 81’                                                                      |
| 11-9-2018                                                                | Panama                                                                   | Panama                                                                   | 0 – 2                                                                    | Venezuela                                                                | Amichevole                                                               | -                                                                        | 74’                                                                      |
| 16-10-2018                                                               | Barcellona                                                               | Emirati Arabi Uniti                                                      | 0 – 2                                                                    | Venezuela                                                                | Amichevole                                                               | -                                                                        | 57’                                                                      |
| 10-9-2019                                                                | Tampa                                                                    | Colombia                                                                 | 0 – 0                                                                    | Venezuela                                                                | Amichevole                                                               | -                                                                        | 77’                                                                      |
| 10-10-2019                                                               | Caracas                                                                  | Venezuela                                                                | 4 – 1                                                                    | Bolivia                                                                  | Amichevole                                                               | -                                                                        | 68’                                                                      |
| 14-10-2019                                                               | Caracas                                                                  | Venezuela                                                                | 2 – 0                                                                    | Trinidad e Tobago                                                        | Amichevole                                                               | -                                                                        | 66’                                                                      |
| 19-11-2019                                                               | Suita                                                                    | Giappone                                                                 | 1 – 4                                                                    | Venezuela                                                                | Amichevole                                                               | -                                                                        | 61’                                                                      |
| 9-10-2020                                                                | Barranquilla                                                             | Colombia                                                                 | 3 – 0                                                                    | Venezuela                                                                | Qual. Mondiali 2022                                                      | -                                                                        | 77’                                                                      |
| 14-10-2020                                                               | Mérida                                                                   | Venezuela                                                                | 0 – 1                                                                    | Paraguay                                                                 | Qual. Mondiali 2022                                                      | -                                                                        | 77’                                                                      |
| 17-11-2020                                                               | Caracas                                                                  | Venezuela                                                                | 2 – 1                                                                    | Cile                                                                     | Qual. Mondiali 2022                                                      | -                                                                        | 90+1’                                                                    |
| 3-6-2021                                                                 | La Paz                                                                   | Bolivia                                                                  | 3 – 1                                                                    | Venezuela                                                                | Qual. Mondiali 2022                                                      | -                                                                        |                                                                          |
| 8-6-2021                                                                 | Caracas                                                                  | Venezuela                                                                | 0 – 0                                                                    | Uruguay                                                                  | Qual. Mondiali 2022                                                      | -                                                                        |                                                                          |
| 27-6-2021                                                                | Brasilia                                                                 | Venezuela                                                                | 0 – 1                                                                    | Perù                                                                     | Coppa America 2021 - 1º turno                                            | -                                                                        |                                                                          |
| 5-9-2021                                                                 | Lima                                                                     | Perù                                                                     | 1 – 0                                                                    | Venezuela                                                                | Qual. Mondiali 2022                                                      | -                                                                        | 69’                                                                      |
| 9-9-2021                                                                 | Asunción                                                                 | Paraguay                                                                 | 2 – 1                                                                    | Venezuela                                                                | Qual. Mondiali 2022                                                      | -                                                                        | 58’                                                                      |
| 28-1-2022                                                                | Barinas                                                                  | Venezuela                                                                | 4 – 1                                                                    | Bolivia                                                                  | Qual. Mondiali 2022                                                      | -                                                                        | 76’                                                                      |
| 1-2-2022                                                                 | Montevideo                                                               | Uruguay                                                                  | 4 – 1                                                                    | Venezuela                                                                | Qual. Mondiali 2022                                                      | -                                                                        | 46’                                                                      |
| 15-6-2023                                                                | Washington                                                               | Venezuela                                                                | 1 – 0                                                                    | Honduras                                                                 | Amichevole                                                               | -                                                                        | 86’                                                                      |
| 18-6-2023                                                                | East Hartford                                                            | Venezuela                                                                | 1 – 0                                                                    | Guatemala                                                                | Amichevole                                                               | -                                                                        | 72’                                                                      |
| 7-9-2023                                                                 | Barranquilla                                                             | Colombia                                                                 | 1 – 0                                                                    | Venezuela                                                                | Qual. Mondiali 2026                                                      | -                                                                        | 82’                                                                      |
| 16-11-2023                                                               | Maturín                                                                  | Venezuela                                                                | 0 – 0                                                                    | Ecuador                                                                  | Qual. Mondiali 2026                                                      | -                                                                        | 58’                                                                      |
| 21-3-2024                                                                | Fort Lauderdale                                                          | Venezuela                                                                | 1 – 2                                                                    | Italia                                                                   | Amichevole                                                               | -                                                                        | 86’                                                                      |
| 24-3-2024                                                                | Houston                                                                  | Guatemala                                                                | 0 – 0                                                                    | Venezuela                                                                | Amichevole                                                               | -                                                                        | 46’                                                                      |
| Totale                                                                   |                                                                          | Presenze                                                                 | 51                                                                       |                                                                          | Reti                                                                     | 7                                                                        |                                                                          |

## Palmarès

### Competizioni nazionali
- Copa Venezuela: 1

Caracas: 2013
- Campeonato Brasileiro Série B: 1

Santos: 2024
- Supercopa Uruguaya: 1

Nacional: 2025

### Competizioni statali
- Campionato Mineiro: 1

Atlético Mineiro: 2017